# Фольклор в Тульской области

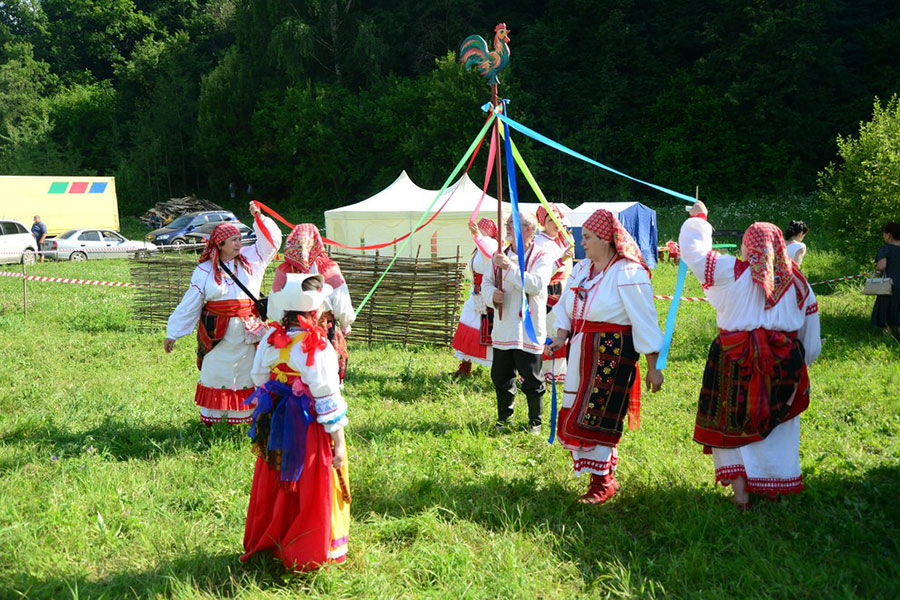
Женщины водят хоровод на фестивале фольклора и ремесел «Двенадцать ключей» в Венёвском районе

Фольклор в Тульской области — русский фольклор, сформировавшийся на территории современной Тульской области, и имеющий свои особенности. Русская традиционная культура сохранилась в регионе преимущественно в виде песенного фольклора, большая часть которого к настоящему времени утеряна.

## История
Первые попытки зафиксировать песенный материал Тульской области относятся к XIX веку, когда были опубликованы сборники Петра Киреевского, Ивана Сахарова, Павла Шейна, в которое вошло значительное количество песен Тульской губернии. В 1869 году вышла книга «Лирические песни» под редакцией Петра Выходцева, в которой также было представлено большое количество регионального песенного фольклора. В 1960—1970 годы кафедра русской литературы Московского областного педагогического института провела ряд экспедиций в Тульской области, по материалам которых был издан сборник Анны Новиковой и Светланы Пушкиной «Традиционные бытовые песни Тульской области».
Одним из самых значимых изданий, посвященных песенному фольклору Тульской области, стала книга «Песни Ясной Поляны в записи Б. Ф. Смирнова», вышедшая под редакцией Светланы Пушкиной в 1986 году. В неё вошли свадебные, хороводные, солдатские, плясовые и лирические песни, записанные от старожилов Ясной Поляны, а также свадебные, хороводные, плясовые, лирические и исторические песни, записанные от жителей других сел и деревень Тульской области. Во второй половине XX века большой вклад в изучение певческой
традиции региона внесли учреждения культуры, а также высшие и средние специальные учебные заведения. Среди них преподаватели и студенты Тульского государственного педагогического университета, которые для собирания и записи тульского фольклора проводили научно-исследовательские и диалектологические экспедиции. Ряд фольклорно-этнографических экспедиций осуществил тульский областной Дом народного творчества.
В 1990-е годы деятельность по собиранию песенного фольклора Тульской области осуществляли Елена Бессонова, Екатерина Матейко, Мария Матейко, Светлана Говядинова, Лариса Горчакова, которые провели исследования в различных районах региона, включая Заокский, Венёвский, Ясногорский, Арсеньевский, Одоевский, Суворовский, Чернский, Щёкинский, Киреевский и Тепло-Огарёвский районы. К тому моменту самой песенной традиции в подлинном виде уже не существовало, однако имелись отдельные исполнители в некоторых районах. В 2010 году, по результатам полевых записей фольклорно-этнографических экспедиций 1986—2008 годов Центром традиционной русской культуры южного Подмосковья «Истоки», был издан сборник «У нас во горенке вянок», в который были включены жанры детского музыкального и не музыкального фольклора, материнского и обрядово-игрового фольклора.
В настоящее время фольклорные этнографические экспедиции проводятся отделением сольного и хорового народного пения Тульским областным колледжем искусств, фольклорным ансамблем «Услада» под руководством Марины Федосеевой, а также Тульской областной филармонией. В результате этих экспедиций были изданы сборники по Белёвскому, Заокскому, Одоевскому, Суворовскому районам Тульской области, которые содержат лирические, свадебные, хороводные, плясовые несколько обрядовых песен, которые были распространены на территории этих районов.

## Особенности

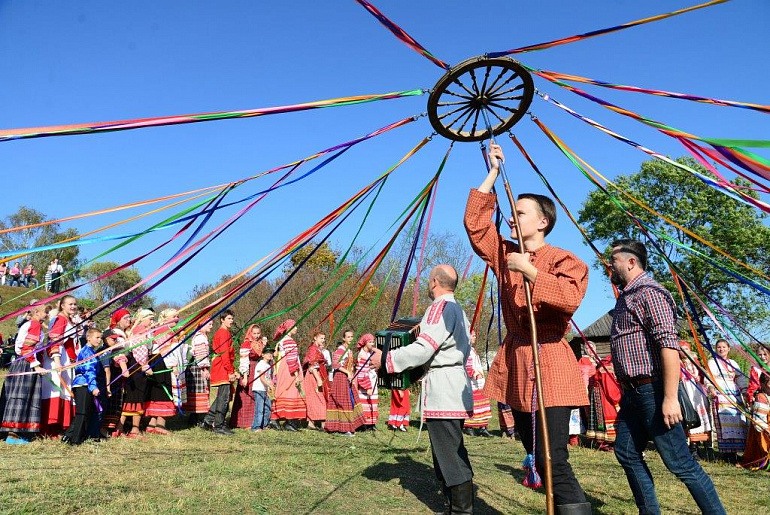
Фестиваль фольклорных ансамблей «Молодо-зелено» в Ясной Поляне

Региональная песенная традиция, согласно имеющемуся на её территории составу жанров, музыкальной стилистике, особенностям говора и костюмному комплексу, занимает промежуточное положение между южнорусской и среднерусской традициями. Манера исполнения в регионе зычная с преобладанием грудного резонирования, при наличии высокой позиционности звука. Используется открытая вокализация, голос звучит звонко и непринужденно. Верхние голоса отличаются особенно ярким звуком, нижние очень плотные, густые, на хорошей опоре. Дыхание используется цепное, атака звука твердая. Часто в конце строфы звучат долгие унисоны. В некоторых районах зафиксирован унисон с удвоением на квинтовый или квартовый ход, либо в октаву на головном резонировании (на «и»).
Мужское исполнение в пении имеет предельно высокий диапазон, приближенный по абсолютной высотности звучания к женским голосам. Вокальные партии в многоголосии имеют тесное расположение и возможна взаимозаменяемость мужских и женских голосов в зависимости от условий сложившихся в тот или иной момент импровизации ансамбля. Характерными приемами исполнения являются: подъезд к звуку, сбросы (спад) на определённую фиксированную высоту, скольжение между звуками, глиссандо, форшлаги, словообрывы в середине фразы, подчеркнуто акцентированные доли, акцентирование внутрислоговых распевов, огласовка согласных, внутрислоговые распевы с огласовкой или переменой гласной.
Южнорусские говоры характеризуются целым комплексом фонетических особенностей, которые нашли свое отражение в песенном фольклоре. Для Тульской области характерен ряд диалектических особенностей:
- конечный мягкий согласный [т’] в окончаниях глаголов 3-го лица (например, «ох, бур-бурчит, из порток торчить»);
- буква «е» заменяется на букву «я» (например, беру — бяру, несу — нясу);
- совпадение личных окончаний глаголов I и II спряжений, наличие у глаголов II спряжения в 3-м лице множественного числа окончания I спряжения (например, ходят — ходють);
- использование звуков [у] и [ў] вместо [в] (например, «деуку красную полюблю»)[6][7].

Также довольно отчетливо проявляются и грамматические южнорусские черты. Например, в песнях отмечается разрушение категории среднего рода существительных и совпадение с формами женского рода («С табои, мил, щастья улитела»).
Жанровый состав песенного фольклора Тульской области претерпевал изменения и с течением времени стал менее разнообразен. Жанровая система региона представляет собой систему местных песенных жанров ансамблевого исполнения, скоординированных в рамках структуры календарно-годового круга, где выделяются первично приуроченные и неприуроченные жанры. К первично приуроченным календарным обрядовым жанрам принадлежат веснянки, припевки обрядов кумления, и похорон мух, песни их обрядов обхода домов (колядки, авсеньки, рождественские припевки), песни святочных гаданий (загадки), а также — единичные образцы масленичной песни и троицкого хоровода. К сезонно-приуроченным жанрам в данной традиции относятся игровые и хороводно-игровые песни: ранневесенние (исполняемые на улице) и святочные (исполняемые в домах). Ранневесенние игровые песни в большей степени соответствуют стилю местных веснянок, святочные — стилистике общерусских инструментальных наигрышей. В жанровой системе Тульской области почти нет исторических песен, сохранились лишь поэтические тексты. Так же мало протяжной лирики, которая представлена в основном в качестве свадебной песни. Большую часть песенного фольклора Тульской области составляют хороводные, эпические, лирические, свадебные и семейно-бытовые жанры.

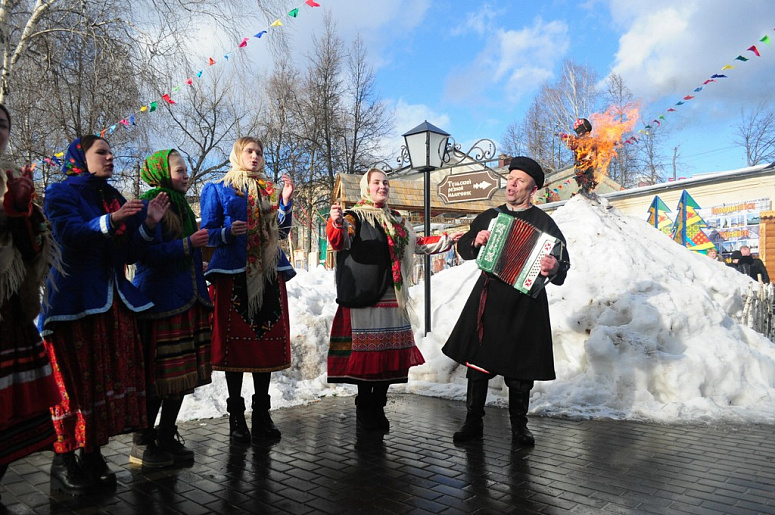
Масленица в ремесленном дворе «Добродей» в Туле

Календарный и обрядовый фольклор, являющийся самым древним видом фольклора, окончательно сформировался к X веку и сохранился в местах наиболее древних поселений, таких как Дедославль, Дубок-на-Дону, Белёв. Обряды Тульской области можно разделить на два периода: зимнее солнцестояние и летнее солнцестояние. На летнее солнцестояние приходится праздник Крещение и похороны кукушки, который заключался в торжественном, с плачем и песнями, погребении «кукушки» — нарядно украшенной антропо- или орнитоморфной куколки и сопровождался кумлением, гаданиями и ритуальной трапезой. Во время праздника исполнялись такие песни как «Где кукушечка кукует» и «Куковали две кукушки». Исполняемые на трех нотах в различном расположении песни на Троицу имели название «Гуления». Результаты фольклорно-этнографических экспедиций показали, что календарный фольклор в настоящее время почти полностью утерян, и отмечен только образцами святочной обрядности — подблюдными песнями по типу «Я по чашке хлыщу».
Центральным элементом жанровой системы являются игровые хороводные песни с алелёшными припевами (припев со словами лели‐лёли). Медленные хороводы имеют местные названия каравод, карагод, круги водить. Движение хоровода осуществлялось по кругу, что символизировало отражение солнца. Иногда в центре круга обыгрывали сюжет песни. Шаг идущих
сохранял мерный ритм размера песни, который мог быть двухдольным, трехдольным и четырёхдольным. Среди хороводных песен встречаются узкообъёмные ангемитонные и диатонические, центрированные и с переменностью опор, местнохарактерные и выдержанные в общерусской стилистике. К хороводным песня относятся игровой хоровод «Собирайтесь, девки, бабы миром колышки вострить» и хороводные песни «Я по бережку похаживала», «Да зашли тучи», сформировавшимся ещё до XIV века. Для этих образцов характерны такие жанрово-стилистические выразительные средства, как пейзаж настроения («Да зашли тучи тёмнае, да пошли дажжи сильнае»), использование символики состояния и действия («Ой, я по бережку похаживалы, ой, чернобыль-трауку заламливалы» — в данном случае «чернобыль-травка» — устойчивый символ грусти).
Наиболее масштабно в системе жанров песенной традиции Тульского региона представлены лирические песни. Большая их часть не имеет четкой приуроченности к каким-либо календарным периодам или датам, а часть напевов данного жанра близка по строению хороводным песням.
Свадебный обряд в регионе сочетает черты двух типов свадьбы: свадьба-веселье (свадьба западного и южного регионов Европейской России) и свадьба-похороны (свадьба Русского Севера). С точки зрения этнографического компонента доминируют черты свадьбы-веселье, но выделена и инициационная линия, акцентируемая в северной свадьбе-похоронах. В современной традиции из всех видов свадебных песен активно используют только свадебные величальные на пиру, которые составляют основной объём традиционного песенного материала. К региональным песням жанрового обряда относятся «Ты кукушка — рябушка», «Да в воскрёснай день рано» и «Ох, Марьина мать мела сени», которые изобилуют различными символами. Так, для песен, адресованных невесте-сироте, характерна замена семейного статуса девушки на женскую символику — кукушка — устойчивый символ одинокой горюющей девушки или женщины.
Одним из самых популярных инструментов у крестьян была балалайка, чаще всего самодельная. Однако к концу XIX века струнный инструмент уступил место гармонике. В 1870 году Николаем Белобородовым в Туле была создана хроматическая гармоника, более известная как тульский баян.

## Популяризация

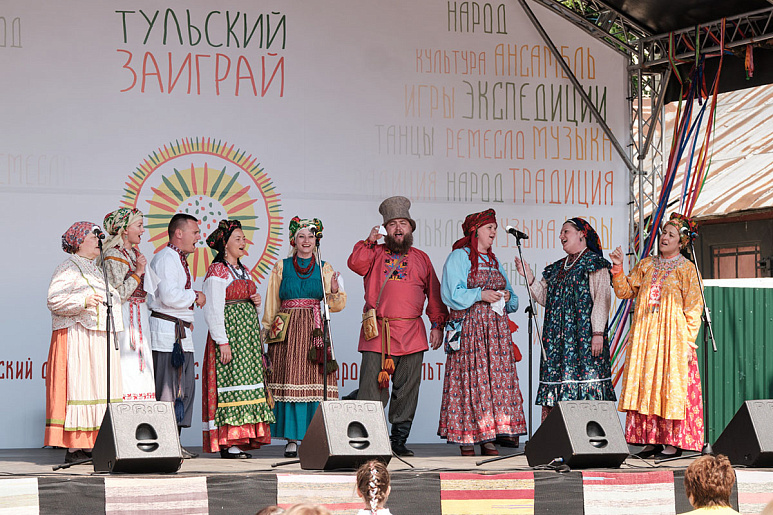
Фестиваль традиционной народной культуры «Тульский заиграй» в Туле

Изучение местной традиционной культуры в учебных заведениях Тульской области началось в конце 1990-х годов, и на данный момент этим занимаются три детские школы искусств в Туле, детская музыкальная школа в посёлке Шварцевский Киреевского района, Тульский колледж искусств им. А. С. Даргомыжского, Тульский областной колледж культуры и искусства, Новомосковский музыкальный колледж им. М. И. Глинки и Тульский государственный педагогический университет. Систематически проводятся фольклорно-этнографические экспедиции в Одоевский, Белёвский, Чернский, Суворовский, Арсеньевский, Дубенский, Венёвский районы, благодаря чему собран богатый песенный и этнографический материал. В регионе работают свыше 100 фольклорных коллективов с общим количеством участников более 1000 человек.
На базе Объединения центров развития культуры Тульской области создан Центр народного творчества с целью изучения, сохранения и популяризации нематериального культурного наследия во всем многообразии жанров и этнических особенностей, создании методик интеграции традиционных творческих навыков в современный творческий процесс, а также организация и проведение народных праздников, фестивалей народного творчества и любительского искусства. С 2017 года Центром проводится работа над каталогом объектов нематериального культурного наследия Тульской области, в который входят такие формы традиционного исполнительского искусства, как техника исполнения «чечётки» в селе Молоденки Кимовского района, песенная традиция деревни Каратеево Чернского района, традиции игры на гармони и балалайке деревни Турдей Воловского района и традиция празднования Троицы в деревне Кураково Белёвского района.
В 2021 году в Объединении центров развития культуры открылся фольклорный театр «Булыжник», который представляет собой комплексный культурный продукт, создающий условия для сохранения, развития и популяризации традиций фольклорного театра.
Местные фольклорные традиции лежат в основе ряда приводимых в Тульской области фестивалей, среди которых фестиваль Крапивы в Крапивне, фестиваль «Двенадцать ключей» в Венёвском районе, фестиваль народной культуры «Дедославль» в селе Дедилово, фестиваль народных традиций «Былина» на Куликовом поле, литературно-песенный праздник «Песни Бежина луга» в музее-заповеднике «Бежин луг», фестиваль-конкурс традиционной народной культуры «Тульский заиграй» в Туле и другие. Несмотря на это, в Тульской области не создана полная картотека лексических единиц, встречающихся в произведениях тульского песенного фольклора, не исследованы проявления фонетических, грамматических диалектных черт, не до конца изучено его жанрово-стилистическое своеобразие.